# Barima-Waini
Barima-Waini ist eine Region im Nordwesten Guyanas mit einer Fläche von 20.339 km². 
Die Region grenzt im Norden an den Atlantischen Ozean, an die Region Pomeroon-Supenaam im Osten, die Region Cuyuni-Mazaruni im Süden und Venezuela im Westen.
Das Territorium ist zwischen Guyana und Venezuela umstritten. Vor der administrativen Reform von 1980 war das Gebiet als North West District bekannt.
Die wichtigsten Städte und Siedlungen sind die Hauptstadt der Region, Mabaruma, sowie Port Kaituma, Matthew's Ridge, Morawhanna, Towakaima, Koriabo, Hosororo, Arakaka und Moruca. Barima und Waini sind zwei Flüsse, die durch die dicht bewaldete und spärlich bevölkerte Region fließen.
An der atlantischen Küste gibt es eine Vielzahl von Stränden, u. a. Almond Beach, Luri Beach, Shell Beach, Turtle Beach, Foxes Beach, Iron-punt Beach, Pawpaw Beach und Fatherʼs Beach.